# Xã Oakland, Quận Butler, Pennsylvania
Xã Oakland (tiếng Anh: Oakland Township) là một xã thuộc quận Butler, tiểu bang Pennsylvania, Hoa Kỳ. Năm 2010, dân số của xã này là 2.987 người.